# Acapulco Fútbol Club
O Acapulco Fútbol Club é um clube mexicano de futebol com sede na cidade de Acapulco.

## História
A equipe nasceu em 2020 como uma nova franquia da Liga de Balompié Mexicano.